# Конельяно
Конельяно (італ. Conegliano, вен. Conejan) — муніципалітет в Італії, у регіоні Венето, провінція Тревізо.
Конельяно розташоване на відстані близько 450 км на північ від Рима, 50 км на північ від Венеції, 25 км на північ від Тревізо.
Населення — 34 963 особи (2014).

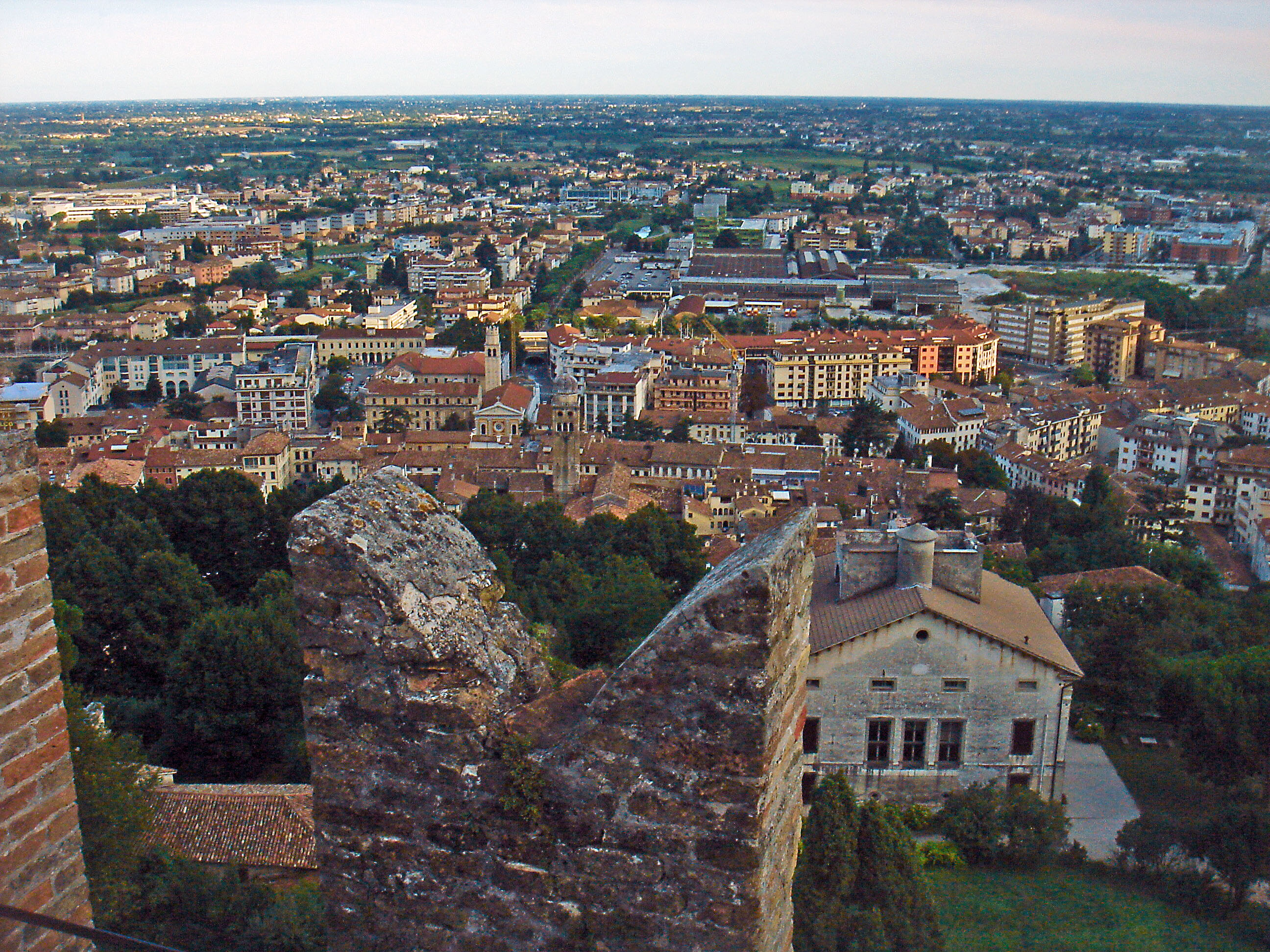

Щорічний фестиваль відбувається 6 листопада. Покровитель — San Leonardo di Noblac.

## Демографія
Населення за роками:

Станом на 1 січня 2023 року в муніципалітеті офіційно проживало 5518 іноземців з 91 країни, серед них 797 громадян країн Євросоюзу та 417 громадян України.

## Сусідні муніципалітети
- Колле-Умберто
- Марено-ді-П'яве
- Сан-Фйор
- Сан-П'єтро-ді-Фелетто
- Сан-Вендем'яно
- Санта-Лучія-ді-П'яве
- Сузегана
- Вітторіо-Венето